# 22370 Italocalvino
22370 Italocalvino (1993 TJ2) là một tiểu hành tinh vành đai chính được phát hiện ngày 15 tháng 10 năm 1993 by Italian Osservatorio Astronomico Bassano Bresciano ở Bassano Bresciano.